# Rauisuchiformes
Los rauisuquiformes (Rauisuchiformes) son un clado de diápsidos arcosaurios suquianos que vivieron desde finales del período Triásico, entre el Carniense y el Rhaetiense, hace aproximadamente 228 a 199 millones de años hasta el presente. Se lo define como el último ancestro común de Aetosauria y Crocodylia y todos sus descendientes, pero ha caído en desuso rápidamente.